# Hyalopsyche rivalis
Hyalopsyche rivalis är en nattsländeart som först beskrevs av Betten 1909.  Hyalopsyche rivalis ingår i släktet Hyalopsyche och familjen Dipseudopsidae. Inga underarter finns listade i Catalogue of Life.